# Odette Pauvert
Pour les articles homonymes, voir Pauvert.
Odette Pauvert, également appelée Odette-Marie Pauvert ou Odette Pauvert-Tissier, est une artiste peintre et illustratrice française née le 10 novembre 1903 à Paris 6e et morte à Paris 8e le 26 mai 1966.

## Biographie
Elle est la fille du peintre Henri Pauvert (1864-1951), élève de Léon Bonnat et de William Bouguereau, et de Louise Pauvert née Cochet (1870-1950). Sa mère, ainsi que sa sœur Marguerite Pauvert (1902-1983) sont également peintres. Odette Pauvert est d'abord élève de sa mère, avant d'intégrer l'atelier du peintre Ferdinand Humbert à l'École des beaux-arts de Paris en 1921. Elle remporte plusieurs succès dès ses premières années d'études : le prix Jauvin d'Attainville lui est décerné en 1922 pour Solitude, et elle remporte l'épreuve de l'esquisse peinte en 1925 avec Adam et Ève. Elle participe très tôt au Salon des artistes français où elle exposera régulièrement, obtenant une mention honorable dès 1922, une médaille de bronze en 1924, une médaille d'argent en 1923 et 1926, et enfin une médaille d'or en 1928. Échouant au concours du prix de Rome de 1923 avec Le Golgotha, elle l'emporte en 1925 avec sa Légende de saint Ronan, devenant ainsi la première femme lauréate du prix de Rome de peinture. Elle effectue à ce titre son séjour à Rome à la villa Médicis entre 1926 et 1929, où elle peint plusieurs compositions. Elle y exécute en 1928 une copie de La Messe de Bolsena d'après Raphaël, mais surtout réalise le portrait de groupe de la Promotion 1926 (1927, Rome, Académie de France à Rome), où elle se représente aux côtés du musicien Louis Fourestier, du sculpteur Évariste Jonchère et de l'architecte Alfred Audoul.
Elle est de retour en France en 1929. Elle devient membre des Ateliers d'art sacré et participe à ce retour de Rome à plusieurs chantiers officiels. Elle peint une fresque sur le thème de La Mère et l'enfant pour le vestibule de l'école élémentaire de la rue Jomard à Paris après avoir remporté la commande à la suite du concours lancé par la Ville de Paris en 1933. Elle contribue aux décors de l'église du Saint-Esprit en 1932, où furent actifs tous les plus importants peintres « officiels » de la décennie.
De 1933 à 1934, elle séjourne à Madrid en tant que pensionnaire de la Casa de Velázquez. En 1935, l'État lui achète Carmina.
Elle travaille à plusieurs pavillons pour l'Exposition universelle de 1937 à Paris.
Elle a notamment peint Corée sauvé des enfers.
Le musée Sainte-Croix de Poitiers lui a consacré une exposition rétrospective en 1986.
Elle est inhumée au cimetière du Père-Lachaise (division 63).

## Œuvres
France
- Collection du Mobilier National : Façade jardin de la Villa Médicis à Rome, 1928, huile sur toile, 132 × 87 cm[10].
- Hazebrouck, musée municipal : Au soir de la vie, huile sur toile, 46 × 38 cm.
- La Rochelle, musée des Beaux-Arts : L'Épave, 1931, huile sur toile, 61 × 46 cm.
- Locronan, musée municipal  Charles-Daniélou : Invocation à Notre-Dame des flots, huile sur toile, 200 × 260 cm[11],[12].
- Paris :
  - École nationale supérieure des beaux-arts :
    - Solitude, 1922[13] ;
    - Figure peinte, 1923[14] ;
    - Adam et Ève, 1925[15] ;
    - La Légende de saint Ronan, 1925[16] ;
    - La Messe de Bolsena , 1928[17], d'après Raphaël.

  - musée national d'Art moderne : Carmina , avant 1936[18], dessin au fusain.
  - rue Jomard, école élémentaire : La Mère et l'enfant, 1933.
- Saint-Chamond, mairie : L'Énigme des ruines, 1930, huile sur toile, 84 × 45 cm.
- Sceaux, clinique universitaire médico-psychologique : Le Village de Guadalupe, en Espagne, 1935, huile sur toile, 57 × 67 cm.

Italie
- Rome, Académie de France à Rome :
  - La Promotion 1926, 1927, huile sur toile, 47 × 115 cm ;
  - Étude de tête orientale, vers 1929, huile sur toile, 32 × 22,5 cm.

## Salons
- Éros vainqueur du dieu Pan, Salon de 1931, huile sur toile, localisation inconnue.